# 기갑교도연대
기갑교도연대(機甲教導連隊 기코쿄다이렌타이[*])는 시즈오카현 고텐바시 고바카도 주둔지에 있는 육상자위대의 전차 교육훈련부대이다.

## 역사
1954년 8월 20일, 제9보통과연대 14중대와 제11보통과연대 14중대를 기반으로 3개 전차중대를 편성한 제102특차대대(第102特車大隊)를 창설하였다.
1961년 8월 17일, 대대는 후지교도대으로 전속하면서 특차교도대(特車教導隊)로 개명 및 제4, 5중대가 증편되었다. 이듬해 부대는 다시 전차교도대(戦車教導隊)로 개명되었다.
1964년 10월 3일, 60식 장갑차를 지급받았다.
1965년 8월 3일, 후지교도대가 단급 부대인 후지교도단으로 바뀌었다.
1975년 11월, 74식 전차를 지급받았다.
1981년 5월 28일, 주일 미군을 통해 보급된 M41 경전차가 퇴역하였다.
1991년 12월 5일, 90식 전차를 지급받았다.
1996년 2월 5일, 61식 전차가 퇴역하였다.
1998년 3월 26일, 본부관리중대 예하에 시설중대가 창설되었다.
2001년 3월 6일, 시설작업차를 지급받았다.
2002년 3월 27일, 후방지원체제 변환에 따라 정비부문이 동부방면후방지원대 후지교도직접지원대대에 넘어갔다.
2012년 1월 12일, 10식 전차를 지급받았다. 3월 26일, 제5전차중대가 해체되고, 5전차중대가 운용하던 개량G형 74식 전차 4대는 제1기갑교도대로 넘어갔다.
2017년, 16식 기동전투차를 지급받았다.
2019년 3월 27일, 고마카도 주둔지로 옮겨가 정찰교도대와 제1기갑교도대를 병합하여 연대로 재편성되었다.

## 편성
- 연대 본부
- 본부관리중대 (기교-본)
  - 시설중대; 1998년 3월 26일, 창설
- 제1전차중대 (전교/기교-1) - 10식 전차
- 제2전차중대 (전교/기교-2) - 90식 전차
- 제3전차중대 (전교/기교-3) - 90식 전차
- 제4전차중대 (전교/기교-4) - 74식 전차, 16식 기동전투차
- 제5전차중대 (전교-5); 1961년 8월 17일 ~ 2012년 3월 26일
- 전투중대 (기교-전)  - 16식 기동전투차
- 정찰대 (기교-정) - 87식 정찰경계차, 경장갑기동차, 정찰용 오토바이크, JTPS-P23
  - 전자정찰소대
  - 제1정찰소대
  - 제2정찰소대

## 기록

### 계보
- 1954년 8월 20일, 第102特車大隊→제102특차대대
- 1961년 8월 17일, 特車教導隊→기갑교도대
- 1962년 1월 18일, 戦車教導隊→전차교도대
- 2019년 3월 26일, 機甲教導連隊→기갑교도연대

### 소속
- (불명), 1954년 8월 20일
- 후지교도대, 1961년 8월 17일
- 후지교도단, 1965년 8월 3일